# ファロへの道
『ファロへの道』（独: Mein Freund aus Faro, 英: To Faro）は、2008年製作のドイツの映画。
2009年7月11日、第18回東京国際レズビアン&ゲイ映画祭にて、アジアで初上映された。

## キャスト
- メル：Anjorka Strechel
- ジェニー：ルーシー・ホロマン
- ビアンカ
- クヌート：フロリアン・パンツナー